# Faustball-Europameisterschaft der Frauen 2015
Die 15. Faustball-Europameisterschaft der Frauen fand 2015 in Bozen (Italien) statt. Italien war zum ersten Mal Ausrichter der Faustball-Europameisterschaft der Frauen. Die deutsche Faustballnationalmannschaft gewann das Turnier nach einem 3:1-Sieg gegen Titelverteidiger Österreich.

## Teilnehmer
Von den europäischen Mitgliedsnationen der International Fistball Association nahmen 2015 fünf Nationen an den Europameisterschaften der Frauen in Bozen teil.
- Österreich (Titelverteidiger)
- Deutschland
- Italien (Gastgeber)
- Schweiz
- Tschechien

## Vorrunde
| Rang | Team        | Sätze | Ballverh. | Punkte |
| ---- | ----------- | ----- | --------- | ------ |
| 1.   | Deutschland | 8:0   | 88:47     | 8:0    |
| 2.   | Österreich  | 6:2   | 77:43     | 6:2    |
| 3.   | Schweiz     | 4:4   | 73:57     | 4:4    |
| 4.   | Italien     | 2:6   | 58:77     | 2:6    |
| 5.   | Tschechien  | 0:8   | 31:88     | 0:8    |

Spielergebnisse
| 21.08.2015 | Tschechien  | – | Schweiz     | 0:2 | (3:11, 2:11) |
| 21.08.2015 | Österreich  | – | Italien     | 2:0 | (11:9, 11:5) |
| 21.08.2015 | Deutschland | – | Schweiz     | 2:0 | (11:5, 11:9) |
| 21.08.2015 | Italien     | – | Tschechien  | 2:0 | (11:8, 11:3) |
| 21.08.2015 | Österreich  | – | Schweiz     | 2:0 | (11:7, 11:8) |
| 21.08.2015 | Deutschland | – | Tschechien  | 2:0 | (11:6, 11:6) |
| 21.08.2015 | Italien     | – | Schweiz     | 0:2 | (3:11, 9:11) |
| 21.08.2015 | Österreich  | – | Deutschland | 0:2 | (4:11, 7:11) |
| 22.08.2015 | Deutschland | – | Italien     | 2:0 | (11:7, 11:3) |
| 22.08.2015 | Österreich  | – | Tschechien  | 2:0 | (11:2, 11:1) |

## Qualifikationsspiel für das Spiel um Platz 3
| 22.08.2013 | Italien | – | Tschechien | 3:0 | (11:2, 11:3, 11:2) |

## Halbfinale
| 22.08.2013 | Österreich | – | Schweiz | 3:1 | (9:11, 11:6, 11:5, 11:4) |

## Platzierungs- und Finalspiele
| Spiel um Platz 3 | Spiel um Platz 3 | Spiel um Platz 3 | Spiel um Platz 3 | Spiel um Platz 3 | Spiel um Platz 3          | Spiel um Platz 3 | Spiel um Platz 3 |
| ---------------- | ---------------- | ---------------- | ---------------- | ---------------- | ------------------------- | ---------------- | ---------------- |
| 22.08.2013       | Schweiz          | –                | Italien          | 3:0              | (11:8, 11:6, 13:11)       |                  |                  |
| Finale           |                  |                  |                  |                  |                           |                  |                  |
| 22.08.2013       | Deutschland      | –                | Österreich       | 3:1              | (8:11, 13:11, 11:8, 11:6) |                  |                  |

## Schiedsrichter
Die Begegnungen wurden von fünf IFA-Schiedsrichtern aus vier Nationen geleitet.
| Italien - Simon Prudenziati | Deutschland - Markus Löwe | Schweiz - Rolf Bühler | Österreich - Tanja Hofer - Joachim Huthmann |

## Endergebnis
| Platz | Land        | Flagge      | Code |
| ----- | ----------- | ----------- | ---- |
| 1.    | Deutschland | Deutschland | GER  |
| 2.    | Österreich  | Osterreich  | AUT  |
| 3.    | Schweiz     | Schweiz     | SUI  |
| 4.    | Italien     | Italien     | ITA  |
| 5.    | Tschechien  | Tschechien  | CZE  |